# Шарль-Віктор Ланглуа
Шарль-Віктор Ланглуа (фр. Charles-Victor Langlois; 25 травня 1863 — 26 червня 1929) — французький історик-медієвіст, спеціаліст з історії французького середньовіччя, професор історії середніх віків і палеографії в Сорбонні, директор Національного архіву (з 1912), член Академії написів (1917). Народився в м. Руан (Франція). Основні праці присвячені французькому середньовіччю, історичній бібліографії та методології історії. Спільно зі своїм співавтором Ш.Сеньобосом (рос. переклад їхньої праці «Введение в изучение истории» побачив світ 1899, через рік після французького видання), узагальнюючи досвід істориків XIX ст., розробив правила аналізу й синтезу в роботі з архівними джерелами. Аналітичний етап поділяв на дві стадії — «зовнішню критику документів» і «внутрішню критику документів».
Зовнішня, або нижча, стадія критики обмежувалася встановленням характеру джерела, його зовнішніх особливостей, дати та місця написання.
Метою внутрішньої критики була перевірка достовірності даних, що містяться в досліджуваних докуменгтах. Для цього необхідно визначити міру інформованості автора джерела, скрупульозно зіставити дані цього джерела з ін. джерелами для встановлення узгодженості фактів. Окрім цього, слід з'ясувати мотиви і устремління автора документа, це дає змогу відрізнити в документі істинні факти від спотворених.
Після аналітичної (підготовчої) роботи в руках історика зосереджується «маса дрібних фактів» і «ворох відомостей», які потрібно обережно «розсортирувати». Це — завдання синтетичного етапу роботи історика. Він має здійснюватися за певною схемою — складання однорідних фактів у серії та ряди в хронологічному порядку. Це дасть змогу «системно» накопичувати матеріал з історії мистецтв, релігії, воєнної, економічної історії, історії політичних установ тощо. Згодом такі історії мають бути поєднані у загальну історію.
Запропоновану Л. схему початкового синтезу історичного матеріалу піддавав нищівній критиці Люс'єн Февр — засновник школи «Анналів». Він назвав її системою «старого бабусиного комода». В такому комоді в одній шухляді лежить «вишикувана від початкової дати до кінцевої» історія економічна, в другій — історія воєнна, в третій — історія політична і т. д. Усі ці історії суворо відокремлені одна від одної, ніяк не взаємодіють, а тому і не допомагають усвідомленню ні глибинного змісту кожної з них, ні істор. процесу в цілому.
Л. сприяв реформі викладання історії у вищій та серед. школі, упорядкуванню архів. справи у Франції, налагодженню радянсько-франц. наук. зв'язків у 1920-х рр. Серед його учнів була рад. медієвістка О.Добіаш-Рождественська.
Помер у м. Париж (Франція).